# 五村
五村（ごむら）は、和歌山県有田郡にあった村。現在の有田川町の中部、有田川の支流・四村川の流域、和歌山県道181号下湯川金屋線の沿線にあたる。

## 地理
- 山岳 ： 黒石山、堂林山、兵ヶ城山、水ヶ宝彩山、三腰山、白井山、東谷山、白馬山
- 河川 ： 四村川、南古谷川、中尾谷川

## 歴史
- 1889年（明治22年）4月1日 - 町村制の施行により、中原村・川合村・二沢村・北野川村・三瀬川村の区域をもって発足。
- 1959年（昭和34年）1月1日 - 清水町に編入。同日五村廃止。